# Дисковая фотоплёнка
Дисковая фотоплёнка (англ. Kodak Disc) — система упрощённой зарядки фотоматериала в фотоаппарат. Фотоплёнка, выполненная в виде диска, применялась в любительских фотоаппаратах фирмы Kodak с 1982 года и получила некоторое распространение в 1980-х.

## Описание
Плёнка на толстой ацетатной подложке имела форму плоского диска и находилась в закрытой пластиковой кассете. На каждом диске радиально располагались 15 кадров размером 11×8 мм. После съёмки каждого кадра диск проворачивался на 24°.
Фирма Kodak разработала серию простейших фотокамер под данный тип плёнки. Это были автоматизированные любительские модели с упрощённой функциональностью: объектив типа фикс-фокус был жёстко сфокусирован на гиперфокальное расстояние.
Несмотря на значительные маркетинговые усилия Kodak, система с дисковой плёнкой не получила широкого распространения — в частности, из-за малого размера кадра 11×8 мм и невысокого качества отпечатков.
Плёнка в различных вариантах производилась компаниями Kodak, 3M, Konica и Fujifilm. В 1999 последний производитель плёнки, Kodak, прекратил её выпуск.